# Bank of English
The Bank of English є репрезентативною підмножиною 4,5 мільярдів слів COBUILD корпусу, колекції англійських текстів. Вони в основному британські за походженням, але також включено вміст із Північної Америки, Австралії, Нової Зеландії, Південної Африки та інших країн Співдружності.
Більшість текстів написані англійською мовою, зібрані з веб-сайтів, газет, журналів і книг. Існує також великий компонент усних даних із використанням матеріалів радіо, телебачення та неформальних розмов. Банк англійської мови нараховує 650 мільйонів поточних слів. Копії корпусу зберігаються як у HarperCollins Publishers, так і в Бірмінгемському університеті. Версія в Бірмінгемі доступна для академічних досліджень.
Банк англійської мови є частиною Collins Word Web разом з французькими, німецькими та іспанськими корпусами.

## Додаткова інформація
- Корпус сучасної американської англійської мови
- Британський національний корпус